# Lovesick Girls
«Lovesick Girls» es una canción del grupo femenino surcoreano Blackpink, perteneciente a su primer álbum de estudio titulado The Album (2020). Su sello discográfico YG Entertainment la lanzó el 2 de octubre de 2020 como el tercer sencillo del disco. La canción fue escrita por Teddy Park, Løren, Jisoo, Jennie y Danny Chung, y fue compuesta por Park junto a 24, Jennie, Brian Lee, Leah Haywood, R.Tee y David Guetta.
La pista contiene elementos del dance pop, electro pop y el country, con guitarra acústica y sonidos EDM, donde la influencia del propio Guetta se expresa fuertemente en su sonido electrónico. La canción habla sobre el dolor después de un quiebre amoroso y el hecho de no poder encontrar a la persona perfecta con quien estar.
La canción alcanzó un gran éxito comercial, principalmente en Asia, donde se ubicó en la primera posición en las listas musicales de Malasia, Singapur, Taiwán y Hong Kong. En Corea del Sur alcanzó la posición dos en su segunda semana en la lista Gaon Digital Chart, mientras que en Japón se ubicó en la posición doce en la lista semanal de Oricon. En los EE. UU., la canción se ubicó en la segunda posición en la lista Billboard Global 200 y alcanzó el primer lugar en la lista musical Billboard Global Excl. U.S. con 114 millones de reproducciones y 17 000 descargas vendidas fuera del país norteamericano, y se convirtió así en el primer éxito de Blackpink con la mejor posición en dicha lista. Además, fue certificada con Disco de Platino por la Korea Music Content Association (KMCA) de Corea del Sur, tras alcanzar 100 millones de reproducciones registradas; mientras que la Recording Industry Association of Japan (RIAJ) de Japón le otorgó Disco de Oro por 50 millones de ventas de descargas digitales registradas.
El sencillo ganó diversos premios, entre ellos, el de mejor canción del mes de octubre en los Gaon Chart Music Awards de Corea del Sur y el premio de hit global del año en los MTV Millennial Awards Brasil. Además estuvo nominada a mejor vídeo musical del extranjero en los premios Asian Pop Music Awards de China.

## Antecedentes y lanzamiento
El 27 de julio de 2020, las cuentas oficiales de YG Entertainment publicaron un póster como adelanto del primer álbum de estudio del grupo, en el que se confirmó que su fecha de lanzamiento sería el 2 de octubre del mismo año de manera digital, mientras que el 6 de octubre estaría disponible en formato físico, y que su título sería The Album. Además se informó que el álbum sería puesto a la venta en tres formatos distintos: Deluxe Package, Standard LP + Digital Album y Standard CD + Digital Album, y en cuatro versiones distintas, que incluirían diversos elementos coleccionables.
El 20 de septiembre de 2020, se publicó la primera imagen oficial del nuevo álbum de Blackpink, en el que se muestra a las cuatro integrantes de espaldas, aparentemente en un estacionamiento vehicular, además de confirmar que la hora oficial de publicación sería a las 13:00 h. (KST) del 2 de octubre. En los cuatro días siguientes se liberaron pósteres de cada una de las integrantes. El 26 de septiembre se liberaron los vídeos de adelanto de dos de sus integrantes, Rosé y Lisa. Al día siguiente se presentaron los vídeos correspondientes a Jisoo y Jennie.
El 28 de septiembre de 2020, a través de un primer póster oficial, se anunció que el tema principal del nuevo álbum llevaría por título «Lovesick Girls», y que sería estrenado en conjunto con el lanzamiento del disco. Este corresponde al tercer sencillo publicado del álbum, tras los dos sencillos de prelanzamiento estrenados un mes antes, «How You Like That» y «Ice Cream», este último en colaboración con la cantante norteamericana Selena Gomez. El mismo día de la publicación, se sacó el primer vídeo conceptual de la canción.
El 29 de septiembre se publicó el primer avance del vídeo musical de «Lovesick Girls», donde se oye por primera vez parte del coro de la canción, mientras que el 2 de octubre la pista fue liberada, junto con su vídeo musical y el lanzamiento del álbum.

## Composición y letra

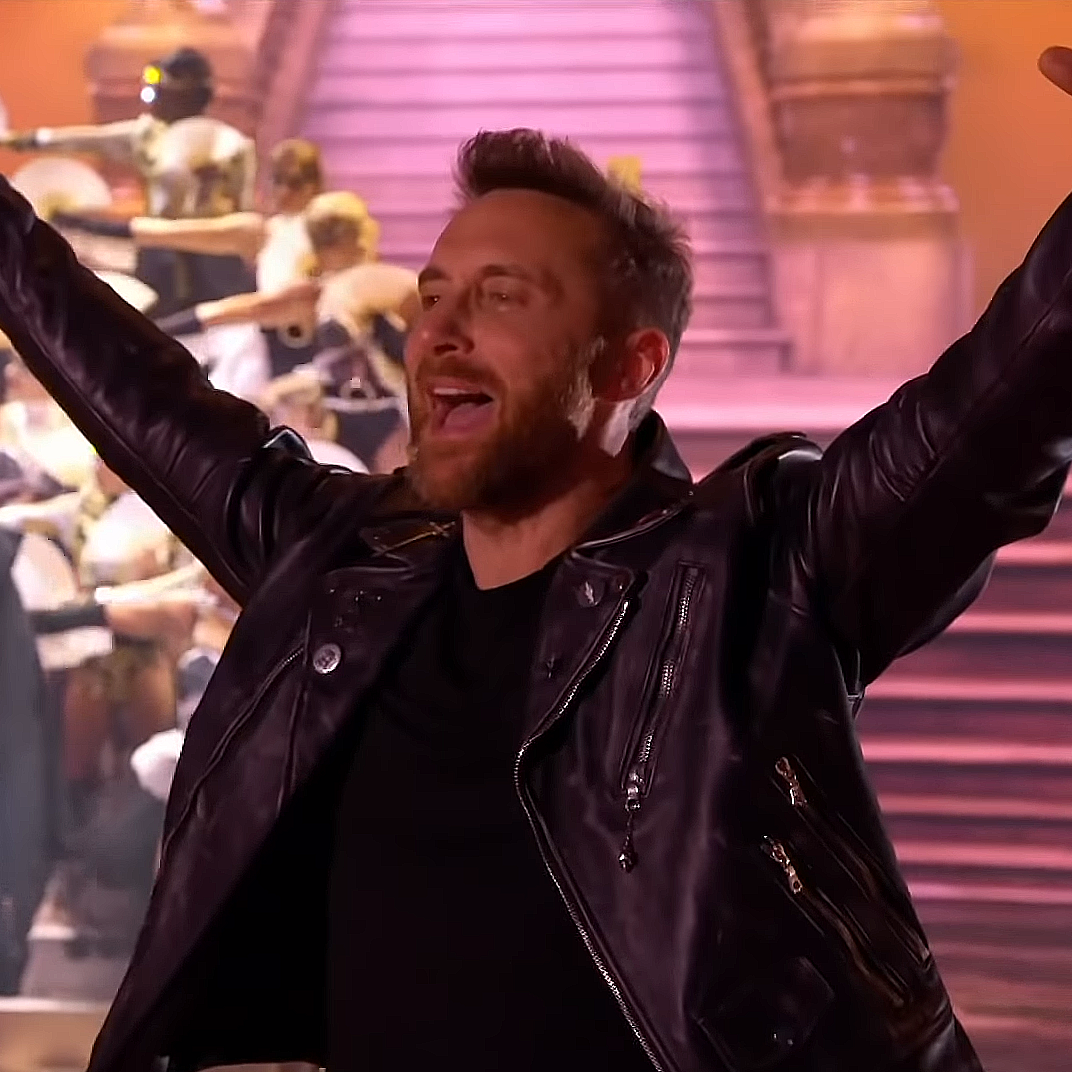
David Guetta, uno de los compositores de «Lovesick Girls».

«Lovesick Girls» está compuesta en clave de sol bemol mayor, con un tempo de 128 pulsaciones por minuto, y tiene una duración de tres minutos y 14 segundos. Fue escrita por Teddy Park, Løren y Danny Chung, además de las miembros de Blackpink Jisoo y Jennie. Fue compuesta por el propio Park, junto a 24, Jennie, Brian Lee, Leah Haywood, R.Tee y David Guetta, mientras que los arreglos musicales estuvieron a cargo de 24 junto a R.Tee, regulares colaboradores del grupo. La pista contiene elementos del dance pop, electro pop y el country, con guitarra acústica y sonidos EDM, donde la influencia del propio Guetta se expresa fuertemente en su sonido electrónico. La canción habla sobre el dolor después de un quiebre amoroso y el hecho de no poder encontrar a la persona perfecta con quien estar.
El medio surcoreano Korea Dispatch señaló que «'Lovesick Girls' es una canción con una melodía lírica y la poderosa voz de Blackpink, además del sonido de guitarra de estilo country. A diferencia de los trabajos anteriores que fueron populares por su intensa composición y dirección orientadas a la interpretación, se destaca la actuación madura de las integrantes de la agrupación, por lo que recibió críticas muy favorables».

Jisoo en la conferencia de lanzamiento:
«Es una canción que envía un mensaje esperanzador que gira en torno a las chicas que constantemente se lastiman en las relaciones, pero que nuevamente buscan un nuevo amor. Creo que muchas personas podrán empatizar con la canción».

Amanda London describió a «Lovesick Girls» como «una linda canción sobre el dolor de enamorarse y desenamorarse. La letra es fácil de entender y habla de los deseos innatos de una chica y un sentido de atracción por el sexo opuesto». Señaló además que «Blackpink está enviando un claro mensaje femenino. Están perfectamente bien con estar solas, sin embargo, experimentan la necesidad de amar de vez en cuando. Esto es algo que todas las mujeres pueden entender y con lo que pueden identificarse. 'Lovesick Girls' es un regalo que sin duda será apreciado por los fanáticos del grupo». Tal como lo dice su verso principal, «el amor puede convertirse en una droga / Somos las chicas enamoradas / No puedes acabar con este amor por tu propia cuenta / No soy nada sin este dolor».
En tanto, el medio digital SeoulBeats indicó sobre «Lovesick Girls», en su análisis de las pistas del álbum, que «se alimenta de un ritmo propulsor y acordes de guitarra, siendo asertiva sin llegar a ser odiosa. Y el coro del sencillo se siente como un pequeño milagro. El arreglo vocal aquí es extrañamente delgado y silencioso, pero eso es una pequeña objeción dada su fuerte melodía».

## Promoción

### Vídeo musical
El 29 de septiembre fue lanzado, a través de sus redes oficiales, el teaser del vídeo musical de «Lovesick Girls». Finalmente, el 2 de octubre fue estrenado el vídeo musical a través de sus cuentas oficiales de YouTube y V Live, junto con el sencillo. Este fue dirigido por Seo Hyun-seung, quien ha estado detrás de la gran mayoría de los vídeos musicales anteriores del grupo, como «Ddu-Du Ddu-Du», «Kill This Love» y «How You Like That», entre otros.
El vídeo musical comienza con Jennie, Lisa, Jisoo y Rosé sentadas en un vehículo Oldsmobile rosado en un campo antes de recordar a las integrantes discutiendo acaloradamente en un automóvil accidentado y cubierto de grafitis en una calle urbana, cantando: «Somos las chicas enamoradas / Pero nacimos para estar solos / Sí, nacimos para estar solos / Pero por qué seguimos buscando el amor». El mal de amores las golpea de muchas maneras diferentes, incluyendo paseos malhumorados en un campo iluminado por el día, arrebatos con una guitarra eléctrica, bailes callejeros nocturnos coreografiados, rompiendo los faros de los autos con un mazo, carreras de medianoche sin aliento por la ciudad, sesiones de terapia angustiosas, un viaje a un campo de paintball y una pelea de comida en una bodega.
Un día después del lanzamiento se publicó un vídeo detrás de escena de la filmación del vídeo musical, mientras que el 10 de octubre, en el episodio 14 del docu-reality del grupo titulado 24/365 with Blackpink, emitido por YouTube, se revelaron imágenes inéditas de la filmación del vídeo musical del sencillo. En el capítulo, se les ve divirtiéndose en el decorado de una tienda de conveniencia, a Lisa intentando destrozar un auto con un bate de béisbol, a Rosé intentando llorar para una escena, a Jennie conduciendo un vehículo con las miembros a bordo y a Jisoo filmando bajo una falsa lluvia a las 7 de la mañana.
YouTube informó que el lanzamiento del vídeo contó con 1,4 millones de espectadores de manera simultánea. Además, el vídeo musical rompió la propia marca del grupo, al superar las 10 millones de visitas en sólo 52 minutos. El grupo ostentaba el récord anteriormente con su canción «Ice Cream», que había superado las 10 millones de visitas en dos horas y 55 minutos. El vídeo superó las 50 millones de reproducciones en YouTube en sólo 18 horas desde su lanzamiento. Tres días después, el vídeo alcanzó las 100 millones de reproducciones.

###### Controversia
El 6 de octubre de 2020, el Sindicato de Trabajadores Médicos y de Salud de Corea se quejó, a través de un comentario en su página web, donde criticaba a YG Entertainment por la representación sexual de las enfermeras en el vídeo musical, respecto a la aparición de Jennie, vestida de enfermera, con tacones rojos y delantal blanco. Un día después, la compañía discográfica señaló públicamente que «les pedimos que piensen en los vídeos musicales como un género de arte independiente, y les agradeceríamos que entendieran que cada escena se hizo sin otra intención que la de expresar la música. El equipo de producción actualmente está deliberando y discutiendo si la escena debe editarse». Horas después, en un comunicado oficial, YG confirmó que eliminaría y reemplazaría la escena, disculpándose con las personas que pudieron verse afectadas. Finalmente, el 8 de octubre, el vídeoclip fue editado, siendo eliminadas todas las partes en las que Jennie aparecía vestida de enfermera, las que fueron reemplazadas por otras imágenes de la cantante.

### Presentaciones en vivo
El día del lanzamiento del álbum, Apple Music en un evento de transmisión especial titulado New Music Daily, presentó el álbum de manera exclusiva para los fanáticos de los Estados Unidos, donde pudieron oírlo una hora antes de su lanzamiento oficial. Además, presentaron una entrevista exclusiva con las miembros de Blackpink en su sección Daily Pop, donde los fanáticos pudieron hacer preguntas e interactuar con ellas. Junto con ello, las miembros realizaron, tres horas antes del lanzamiento del álbum, una transmisión en vivo emitida por V Live, donde hablaron sobre el disco y mostraron imágenes del making-of del vídeo musical de «Lovesick Girls».
El grupo inició las promociones en los programas de música de Corea del Sur el 10 de octubre de 2020 cuando presentaron «Lovesick Girls» junto a «Pretty Savage» en el programa Show! Music Core del canal MBC, mientras que el 11 de octubre lo hicieron en Inkigayo del canal SBS. Las semanas siguientes, repitieron su presentación en ambos programas, esta vez sólo interpretando «Lovesick Girls», el 17 de octubre en Show! Music Core, y el 18 y 25 de octubre en Inkigayo.
El 21 de octubre de 2020, el grupo fue entrevistado por el actor y conductor Jimmy Kimmel en su programa de televisión Jimmy Kimmel Live! de la cadena estadounidense ABC, además de tener una presentación en directo de «Lovesick Girls», siendo el primer grupo femenino de K-pop en la historia en presentarse en este programa. Ese mismo día, el grupo hizo su segunda aparición en el programa estadounidense Good Morning America, en el que fueron entrevistadas e hicieron una nueva presentación del sencillo.
El 25 de noviembre de 2020, el grupo se presentó en la primera versión del Waktu Indonesia Belanja, conocido como los WIB Indonesia K-Pop Awards, que fue realizada de manera virtual, en donde interpretaron la canción, en un evento transmitido en vivo y en directo por YouTube.
El 31 de enero de 2021, el sencillo formó parte del repertorio de canciones de su primer concierto virtual en línea titulado The Show, transmitido por YouTube Music a través de su sistema de pago por visión.

### Vídeo de práctica
El 8 de octubre de 2020 fue lanzado, a través de las cuentas oficiales de YouTube y V Live del grupo, el vídeo de práctica oficial de «Lovesick Girls», donde se reveló por primera vez la coreografía completa de la canción. El vídeo muestra a las miembros con pantalones cortos casuales y botas, bailando la canción en un concepto de aspecto rústico, con el apoyo de su equipo de bailarinas. El 19 de octubre de 2021, el vídeo de práctica registró 200 millones de reproducciones en YouTube, con lo que se convirtió en su séptimo vídeo de baile en alcanzar dicha cantidad de visualizaciones en la plataforma.

### Versión en japonés
El 12 de julio de 2021 se lanzó una versión en japonés de la canción, que incluyó un nuevo vídeo musical con algunas pequeñas diferencias en el montaje de la filmación y un par de nuevas tomas incorporadas. Esta versión se publicó como sencillo promocional de la reedición de su álbum larga duración The Album (2020), lanzada para la industria musical japonesa bajo el título de The Album -JP Ver.- el 3 de agosto de 2021. A los créditos de esta nueva versión se sumó el compositor Co-sho, frecuente colaborador en la producción del grupo, para la traducción y adaptación de los versos en coreano al idioma japonés.
El 20 de agosto de 2021, Blackpink se presentó en el festival japonés de música Music Station Sumer Fest, que fue emitido por televisión, en donde presentaron por primera vez en directo la versión en japonés de «Lovesick Girls».

## Recepción

### Comentarios de la crítica
La canción recibió críticas mayormente positivas de parte de la prensa especializada. Clasificándola como la segunda mejor pista del álbum, Jason Lipshutz de Billboard señaló que «la pregunta pesada de '¿por qué seguimos buscando el amor?' en su letra, sirve como pieza central para un canto pop alegre, con Blackpink acercándose al concepto de anhelo a través de voces ascendentes y rimas ingeniosas, esta última contenida en un verso de primera categoría de Lisa y Jennie. 'Lovesick Girls' demuestra la ambición de Blackpink, ya que abordan temas trillados con una estética muy fresca».
Callie Ahlgrim de Insider calificó a «Lovesick Girls» como una «secuela con sabor a EDM del gran éxito de Ariana Grande, '7 Rings'» y señaló que con las frases «somos las chicas enamoradas» o «no soy nada sin este dolor» están haciendo de esta canción un «himno del desamor». Tim Chan de Rolling Stone indicó que la canción «convierte un lamento familiar sobre estar solo en un himno de pista de baile que solo pide que se reabran una barra de luz y los clubes». Hannah Zwick de Consequence of Sound dijo sobre la canción que «el último sencillo del álbum combina una guitarra country con algunos buenos y viejos ritmos de baile de Blackpink. Las miembros encarnan el drama mientras cantan el coro como punto culminante del álbum, especialmente para las vocalistas».
Raul Stanciu de Sputnikmusic comparó positivamente la canción con «As If It's Your Last», anterior sencillo de Blackpink, y afirmó que la canción «es probablemente lo más cerca que Blackpink ha estado de los encantadores ritmos de música disco». Erica Gonzales de Harper's Bazaar lo llamó «un himno femenino que muestra el rango vocal de la banda», mientras que Tamara Fuentes de revista Seventeen nombró la canción como «una pista alegre que te hará bailar tan pronto como comience la introducción».
Jo Ji-hyun de IZM Korea, incluyó a «Lovesick Girls» como una de las mejores canciones del 2020, e indicó que «la frescura enérgica que recuerda al pop adolescente estadounidense en la década de 2000 y el color único de Blackpink se combinan adecuadamente. ¡Aquí, el riff de sintetizador intuitivo que moldea la naturaleza del K-pop y el sonido electrónico entrelazado son la fuente de un placer muy estimulante! Esta es la razón por la que es capaz de cautivar tanto en Corea como en el extranjero».
Para Kushal Dev del sitio web Kultscene, «'Lovesick Girls' es una carta de amor que canta, pulsa y grita solo y nada más que a nuestros propios corazones doloridos. Para las cuatro mujeres, que sin esfuerzo han mantenido alerta a un mundo de oyentes durante la mayor parte de un año terriblemente turbulento, la canción es un esfuerzo meditativo, alucinantemente impresionante para combinar el black y el pink normalmente dispares del grupo, identidades sónicas en una sola canción. En lugar de temer la turbulencia, saltan a ella, de cabeza, en picada. La dualidad de Blackpink nunca se había sentido tan uniforme y coherente. Es cómodo, pero atrevido. Familiar, pero electrizante».
Para revista Time, Kat Moon señaló que «Lovesick Girls» es «la verdadera joya del álbum. La pesada producción electrónica característica de los bops que irradia Blackpink permanece intacta, pero se ha reducido para acentuar las melodías cantadas por las cuatro miembros. Sus voces se superponen a la guitarra acústica para crear un ambiente alegre y suave, tomando un giro más pensativo y melancólico de la contundente naturaleza de las canciones principales del grupo de 2018 y 2019».
Rhian Daly para el sitio web The Forty Five señaló que «Es un dance pop vibrante en una línea similar a 'We Found Love' de Rihanna, con un coro pegadizo: "Nacimos para estar solos, pero ¿por qué seguimos buscando el amor?", confirmando que el empoderamiento femenino se ha convertido en una gran parte de la marca de la banda y, aquí, lo manejan sutilmente, convirtiendo la soltería y la búsqueda del amor en una aventura en lugar de una necesidad que debe satisfacerse para sentirnos completos».

### Recibimiento comercial

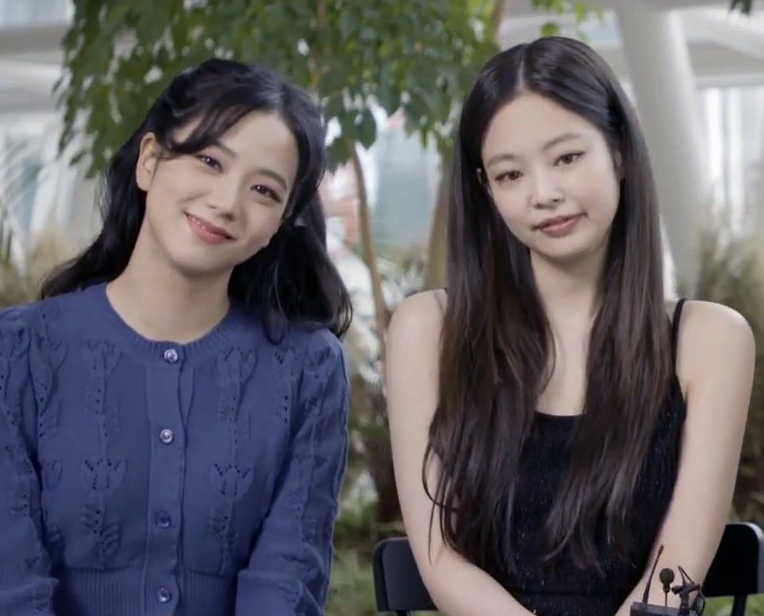
Jisoo y Jennie, miembros de Blackpink y dos de las escritoras de «Lovesick Girls».

«Lovesick Girls» debutó en el número dos en la lista Billboard Global 200 y en el número uno en el Billboard Global Excl. U.S. con 114 millones de reproducciones y 17 000 descargas vendidas fuera de los EE. UU. y se convirtió así en el primer éxito de Blackpink con la mejor posición en dicha lista. La canción se mantuvo entre los diez primeros puestos durante su segunda semana en el Billboard Global Excl. U.S., para bajar luego a la posición número cinco. En total, la canción estuvo catorce semanas en Global 200 y veinticinco semanas en el Global Excl. U.S. El sencillo además alcanzó la posición 59 de la lista Billboard Hot 100 tras su estreno.
En los Estados Unidos, tras el lanzamiento de su álbum The Album, «Lovesick Girls» debutó en la posición 59 en la lista de transmisión Billboard Streaming Songs, todas con fecha del 17 de octubre de 2020. En la misma semana, la canción debutó en la cima de la lista World Digital Song Sales, dándole a Blackpink su séptimo mejor puesto en la lista por detrás de su anterior sencillo «How You Like That».
En Corea del Sur, la canción debutó en el número 28 en Gaon Digital Chart en la semana que finalizó el 3 de octubre de 2020, con menos de dos días de seguimiento. Alcanzó la posición número dos y su punto máximo la semana siguiente, siendo la segunda pista de Blackpink en lograrlo, después de «Kill This Love» en 2019. Esto marcó su sexto éxito entre los dos primeros lugares, su séptimo éxito entre los tres primeros y su undécima entrada entre los diez primeros en el país. Además, el sencillo alcanzó la tercera posición en la lista mensual de Gaon Music Chart durante octubre, donde se mantuvo 22 semanas dentro de los diez primeros lugares y 65 semanas entre los cien primeros lugares de la lista.
En el resto de Asia, la canción debutó en la cima de la lista del Recording Industry Association of Malaysia (RIM) de Malasia y del Recording Industry Association Singapore (RIAS) de Singapur, respectivamente. Alcanzó también la cima de las listas tanto de Hong Kong como de Taiwán en las gráficas musicales de KKBox, en Tailandia se ubicó en la cuarta posición, mientras que en Japón alcanzó la posición doce, tanto en la lista semanal de Oricon como en el Japan Hot 100.
En Europa, «Lovesick Girls» se ubicó en el puesto número 76 en la lista IFPI de República Checa, la posición 38 en la gráfica Magyar Hanglemezkiadók Szövetsége de Hungría, 39 en el Irish Singles Chart de Irlanda, 23 en la lista de la Associação Fonográfica Portuguesa (AFP), 37 en el Official Charts Company de Escocia y 78 en la principal lista musical de Eslovaquia. Alcanzó además la posición 40 en la lista de sencillos del Reino Unido.
También tuvo éxito comercial en Oceanía, donde alcanzó el puesto número 27 en la lista musical ARIA de Australia y la ubicación 35 en la Recorded Music NZ de Nueva Zelanda.
En cuanto a servicios de reproducción y descargas, la canción encabezó las listas de iTunes en 57 países diferentes, incluidos EE. UU., Canadá, Brasil, México y Chile. También dominó las listas de éxitos en Europa tras su primer día desde el lanzamiento, incluidas España, Francia, Suecia, Grecia, Polonia, Portugal y Noruega. La canción también alcanzó el primer lugar en la región de Asia en Japón, China, Hong Kong, Macao, Singapur, Tailandia y Vietnam. En la lista semanal del servicio de música en línea Melon, la pista rompió el récord de la canción de un grupo femenino con más tiempo entre los diez primeros lugares con 22 semanas, con lo que superó las 17 semanas anteriormente alcanzadas por «Cheer Up» de Twice y «Tell Me» de Wonder Girls. En Spotify, la canción se situó, en su segundo día de disponibilidad, en el tercer lugar del Global Top 50, el principal listado de dicha plataforma de música digital.
El 12 de agosto de 2021, la canción fue certificada con Disco de Platino por la Korea Music Content Association (KMCA) de Corea del Sur, tras alcanzar 100 millones de reproducciones registradas; mientras que el 23 de agosto del mismo año, la Recording Industry Association of Japan (RIAJ) de Japón le otorgó Disco de Oro por 50 millones de ventas por descargas digitales registradas.

## Uso en otros medios
- La canción forma parte de la banda sonora original de la película mexicana Anónima, distribuida por Netflix, y estrenada el 10 de diciembre de 2021.[116][117]
- La canción apareció en el episodio 7 de la temporada 34 de la serie animada Los Simpson, titulado «From Beer to Paternity», emitido el 13 de noviembre de 2022, donde los personajes de Lisa y Homer Simpson además cantan parte del coro.[118][119]

## Otras versiones
- El 13 de noviembre de 2020, el grupo masculino de Corea del Sur Pentagon interpretó junto a una banda en vivo una versión de la canción en el programa It's Live del canal de YouTube del mismo nombre, perteneciente a la cadena Munhwa Broadcasting Corporation. La versión fue titulada «Lovesick Boys», donde además reemplazaron la palabra «Girls» por «Boys» en cada coro de la pista.[120]
- El 20 de noviembre de 2020, el cantante, productor y compositor surcoreano Gaho interpretó junto a la banda Kave una versión propia de la canción, con los arreglos musicales a cargo del mismo artista, el cual fue lanzado y filmado como un vídeo musical en su propio canal de YouTube.[121]
- El 5 de marzo de 2021, los integrantes de la boy band de Corea del Sur Oneus, Seo Ho y Lee Do, realizaron una versión de la canción en el canal de YouTube 1theK Originals, perteneciente a la compañía Kakao Entertainment, con una particular introducción musical interpretada por los propios artistas, realizando percusión con diversos elementos y artículos de escritorio.[122]
- El 8 de julio de 2021, la cantante Baby Soul del grupo surcoreano Lovelyz realizó una versión acústica de «Lovesick Girls» en el canal de YouTube Woollim The Live, perteneciente a la compañía discográfica Woollim Entertainment.[123]
- El 4 de noviembre de 2021, el grupo femenino de Corea del Sur Tri.be interpretó junto a una banda en vivo una versión de la canción en el programa It's Live del canal de YouTube del mismo nombre, perteneciente a la cadena Munhwa Broadcasting Corporation.[124]

## Créditos
Créditos adaptados de Tidal y Melon. Grabado en los estudios de The Black Label.
| Blackpink - Jisoo – voz, letrista - Jennie – voz, letrista, compositora - Rosé – voz - Lisa – voz | Producción - Teddy Park – productor, letrista, compositor - 24 – productor, compositor, arreglista - R. Tee – productor, compositor, arreglista - Løren – letrista - Danny Chung – letrista - Co-sho – letrista (versión japonesa) - Brian Lee – compositor - Leah Haywood – compositora - David Guetta – compositor - Jason Roberts – mezclador |

## Reconocimientos

### Premios y nominaciones
| Año  | Evento                             | Premio                              | Resultado | Ref.    |
| ---- | ---------------------------------- | ----------------------------------- | --------- | ------- |
| 2020 | Asian Pop Music Awards             | Mejor vídeo musical - Extranjero    | Nominado  | [ 126 ] |
| 2020 | Mubeat Awards                      | Vídeo musical del año               | Nominado  | [ 127 ] |
| 2020 | Prêmio Anual K4US                  | Vídeo musical del año               | Ganador   | [ 128 ] |
| 2021 | BreakTudo Awards                   | Vídeo musical internacional del año | Ganador   | [ 129 ] |
| 2021 | Gaon Chart Music Awards            | Canción del año - Octubre           | Ganador   | [ 130 ] |
| 2021 | KBS World Radio K-Pop Awards       | Mejor canción del año               | Nominado  | [ 131 ] |
| 2021 | MTV Millennial Awards Brasil       | Hit global del año                  | Ganador   | [ 132 ] |
| 2021 | RTHK International Pop Poll Awards | Top Ten Internacional - Gold Songs  | Ganador   | [ 133 ] |

### Premios en programas de música
| Programa                  | Fecha                 | Ref.    |
| ------------------------- | --------------------- | ------- |
| Inkigayo (SBS)            | 11 de octubre de 2020 | [ 134 ] |
| Inkigayo (SBS)            | 18 de octubre de 2020 | [ 135 ] |
| Inkigayo (SBS)            | 25 de octubre de 2020 | [ 136 ] |
| Show Champion (MBC Music) | 14 de octubre de 2020 | [ 137 ] |
| M! Countdown (Mnet)       | 15 de octubre de 2020 | [ 138 ] |
| Music Bank (KBS)          | 16 de octubre de 2020 | [ 139 ] |

### Premios en tiendas de música en línea
| Premio                  | Fecha                 | Ref.    |
| ----------------------- | --------------------- | ------- |
| Weekly Popularity Award | 12 de octubre de 2020 | [ 140 ] |
| Weekly Popularity Award | 11 de enero de 2021   | [ 140 ] |
| Weekly Popularity Award | 18 de enero de 2021   | [ 140 ] |

### Listados
| Publicación              | Lista                                                                   | Ranking  | Ref.    |
| ------------------------ | ----------------------------------------------------------------------- | -------- | ------- |
| Amazon Music             | Lo mejor de 2021: K-Pop                                                 | Incluida | [ 141 ] |
| Apple Music              | Las 100 mejores canciones de 2020                                       | Incluida | [ 142 ] |
| Apple Music              | Top canciones de 2020: Korea                                            | Incluida | [ 143 ] |
| Bugs                     | Canciones más queridas de 2021                                          | 14.º     | [ 144 ] |
| BuzzFeed                 | 35 canciones que ayudaron a definir el K-pop en 2020                    | 16.º     | [ 145 ] |
| CelebMix                 | Top 10 sencillos K-pop de 2020                                          | 3.º      | [ 146 ] |
| CNN Philippines          | Nuestras mejores canciones de K-pop de 2020                             | Incluida | [ 147 ] |
| Dazed                    | Las 40 mejores canciones de K-pop de 2020                               | 14.º     | [ 148 ] |
| Hypebae                  | Mejores canciones y vídeos musicales de K-pop de 2020                   | Incluida | [ 149 ] |
| Idolator                 | Las 100 mejores canciones pop de 2020                                   | 21.º     | [ 150 ] |
| Insider                  | Los 45 mejores vídeos musicales de 2020                                 | 25.º     | [ 151 ] |
| IZM Korea                | Mejores canciones de 2020                                               | Incluida | [ 78 ]  |
| Man's Fashion            | Top 10 canciones K-pop para hacer fitness                               | 1.º      | [ 152 ] |
| Melon                    | Top 100 canciones que recibieron más 'me gusta' en 2021                 | 95.º     | [ 153 ] |
| South China Morning Post | Los 15 mejores sencillos de grupos K-pop en 2020                        | Incluida | [ 154 ] |
| Spotify                  | Top pistas de K-pop de 2021                                             | Incluida | [ 155 ] |
| Time                     | Las canciones y álbumes que definieron el monumental año del K-pop 2020 | Incluida | [ 80 ]  |
| Verge Magazine           | Las 10 mejores canciones de Blackpink                                   | 1.º      | [ 156 ] |

## Posicionamiento en listas
| Lista (2020)                                         | Mejor posición |
| ---------------------------------------------------- | -------------- |
| Australia (ARIA)                                     | 27             |
| Birmania (JOOX Top 100)                              | 1              |
| Canadá (Canadian Hot 100)                            | 29             |
| Canadá (Hot Canadian Digital Song Sales)             | 26             |
| Corea del Sur (Gaon Digital Chart)                   | 2              |
| Corea del Sur (Gaon Download Chart)                  | 2              |
| Corea del Sur (Gaon Streaming Chart)                 | 2              |
| Escocia (OCC)                                        | 37             |
| Eslovaquia (IFPI)                                    | 78             |
| Estados Unidos (Billboard Hot 100)                   | 59             |
| Estados Unidos (Billboard Global 200)                | 2              |
| Estados Unidos (Billboard Global Excl. U.S.)         | 1              |
| Estados Unidos (Billboard World Digital Songs Sales) | 1              |
| Estados Unidos (Billboard Digital Song Sales)        | 9              |
| Estados Unidos (Billboard Streaming Songs)           | 46             |
| Estados Unidos (Rolling Stone Top 100)               | 68             |
| Francia (SNEP)                                       | 130            |
| Grecia (IFPI)                                        | 33             |
| Hong Kong (KKBox)                                    | 1              |
| Hungría (Stream Top 40)                              | 38             |
| Irlanda (IRMA)                                       | 39             |
| Japón (Japan Hot 100)                                | 12             |
| Japón (Oricon Single Chart)                          | 12             |
| Lituania (AGATA)                                     | 48             |
| Malasia (RIM)                                        | 1              |
| México (Mexico Airplay)                              | 50             |
| Nueva Zelanda (Recorded Music NZ)                    | 35             |
| Perú (Unimpro)                                       | 98             |
| Portugal (AFP)                                       | 23             |
| Reino Unido (UK Singles Chart)                       | 40             |
| República Checa (IFPI)                               | 76             |
| Singapur (RIAS)                                      | 1              |
| Suecia (Sverigetopplistan)                           | 13             |
| Tailandia (JOOX Top 100)                             | 4              |
| Taiwán (KKBox)                                       | 1              |

| Lista (2020)                       | Mejor posición |
| ---------------------------------- | -------------- |
| Corea del Sur (Gaon Digital Chart) | 3              |

| Lista (2020)                       | Mejor posición |
| ---------------------------------- | -------------- |
| Corea del Sur (Gaon Digital Chart) | 62             |
| Lista (2021)                       | Mejor posición |
| Corea del Sur (Gaon Digital Chart) | 14             |

## Ventas y certificaciones
| País                                               | Organismo certificador | Certificación | Ventas certificadas | Ref.    |
| Ventas                                             | Ventas                 | Ventas        | Ventas              | Ventas  |
| -------------------------------------------------- | ---------------------- | ------------- | ------------------- | ------- |
| Australia                                          | ARIA                   | Oro           | 35 000*             | [ 171 ] |
| Streaming                                          |                        |               |                     |         |
| Corea del Sur                                      | KMCA                   | Platino       | 100 000 000*        | [ 114 ] |
| Japón                                              | RIAJ                   | Oro           | 50 000 000*         | [ 115 ] |
| *Cifras de ventas basadas sólo en certificaciones. |                        |               |                     |         |

## Historial de lanzamiento
| País             | Fecha                 | Formato                         | Sello                                     | Ref.            |
| Versión coreana  | Versión coreana       | Versión coreana                 | Versión coreana                           | Versión coreana |
| ---------------- | --------------------- | ------------------------------- | ----------------------------------------- | --------------- |
| Varios           | 2 de octubre de 2020  | CD, descarga digital, streaming | YG Entertainment, Interscope Records      | [ 172 ]         |
| Italia           | 16 de octubre de 2020 | Contemporary hit radio          | Universal Music Group                     | [ 173 ]         |
| Versión japonesa |                       |                                 |                                           |                 |
| Japón            | 4 de junio de 2021    | Contemporary hit radio          | Interscope Records, Universal Music Japan | [ 174 ]         |
| Varios           | 13 de julio de 2021   | Descarga digital, streaming     | Interscope Records, Universal Music Japan | [ 175 ]         |